# 다카야나기 고헤이
다카야나기 고헤이(일본어: 高柳 昂平, 1994년 4월 14일~)는 일본의 축구 선수이다.

## 구단 경력
그는 2017년 도도부현 리그의 이와키 FC에 입단했다. 2018년 J3리그의 그루자 모리오카로 이적했다. 2018년후 현역 은퇴.